# 希望 (2007年电影)
《希望》（波蘭語：Nadzieja）是一部2007年由斯坦尼斯瓦夫·穆查（Stanisław Mucha）執導的德國波蘭合拍劇情片。該片入圍第29屆莫斯科影展。

## 剧情
主角是Franciszek Ratay，有一天，他目睹了教堂裡的畫作《提琴的天使》被偷走。他用業餘相機記錄了整個事件。原來小偷是畫廊老闆兼藝術專家Benedykt Weber。Franciszek來到他的畫廊勒索他，威脅說如果三天內不將這幅畫歸還原處，就把錄像交給警方。

## 演员
- 拉法爾·福達勒伊 饰 Franciszek Ratay
- 卡米拉·巴爾 饰 Klara
- 沃伊切赫·普佐尼亞克（英语：Wojciech Pszoniak） 饰 Benedykt Weber
- 茲比格涅夫·扎帕西維茨（英语：Zbigniew Zapasiewicz） 饰 Franciszek的父親
- 齊伯尼·查馬修瓦斯基 饰 Sopel
- 格熱戈日·阿特曼 饰 Michal Ratay
- 傑茲·瑞臘（英语：Jerzy Trela） 饰 航空俱樂部工作人員
- 強恩·法里兹（英语：Jan Frycz） 饰 Gustaw
- 莉莉絲·穆查 饰 Melania
- 多明妮卡·奧史塔爾奧斯卡 饰 Matka